# 采邑改革
采邑改革是西欧封建制度发展的重要基石，是8世纪上半叶由查理·马特发起的土地分配改革制度，它将原有的无条件赏赐改为了有条件分封。